# Риу-Мансу (Минас-Жерайс)
Риу-Мансу (порт. Rio Manso) — муниципалитет в Бразилии, входит в штат Минас-Жерайс. Составная часть мезорегиона Агломерация Белу-Оризонти. Находится в составе крупной городской агломерации Агломерация Белу-Оризонти. Входит в экономико-статистический микрорегион Итагуара. Население составляет 5002 человека на 2007 год. Занимает площадь 232,102 км². Плотность населения — 21,55 чел./км².
Праздник города — 30 декабря.

## История
Город основан 30 декабря 1962 года. 

## Статистика
- Валовой внутренний продукт на 2003 год составляет 18 431 626,00 реалов (данные: Бразильский институт географии и статистики).
- Валовой внутренний продукт на душу населения на 2003 год составляет 3905,01 реалов (данные: Бразильский институт географии и статистики).
- Индекс развития человеческого потенциала на 2000 год составляет 0,708 (данные: Программа развития ООН).

## География
Климат местности: горный тропический. В соответствии с классификацией Кёппена, климат относится к категории Cwa.

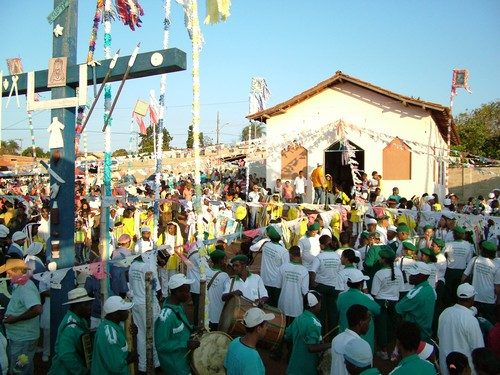